# بازان (كيسم)
بازان (بالفارسية: بازان) هي قرية تقع في إيران في غيلان. يقدر عدد سكانها بـ 284 نسمة بحسب إحصاء 2016.